# Eunidia arabica
Eunidia arabica là một loài bọ cánh cứng trong họ Cerambycidae.